# Amphicar 770

Logo

Der Amphicar 770 ist ein schwimmfähiger PKW der Marke Amphicar. Konstrukteur des Amphibienfahrzeugs war Hans Trippel. Der Amphicar 770 ist das erste zivile Amphibienfahrzeug.

## Beschreibung
Der Wagen hat eine durch Rohrlängsträger verstärkte selbsttragende Ganzstahlkarosserie, deren Unterteil als geschlossene Wanne aus 1,5 mm dickem Blech geformt ist. Alle Teile sind fest miteinander verschweißt. Die Türen werden für die Fahrt im Wasser von innen mit einem zweiten Griff zusätzlich verriegelt und damit stärker an die Türdichtungen gepresst, um einen Wassereintritt zu verhindern. Im Motorraum hat das Fahrzeug serienmäßig eine Lenzpumpe, um Wasser abzupumpen, das beispielsweise an den Achswellen eintreten kann. Ferner ist es mit einem Positionslicht (rot/grün) und einem Signalhorn auf der Fronthaube ausgerüstet. Bei der Fahrt in Gewässern musste auf dem Heckdeckel noch ein weißes Positionslicht auf einem kurzen Mast angebracht werden. Im Bug vorn unter dem Kofferraum liegt das Reserverad, über der Vorderachse der Kraftstofftank. Das Cabriolet bietet Platz für vier Personen.
Alle Räder sind einzeln aufgehängt, haben Schraubenfedern mit hydraulischen Stoßdämpfern und hydraulisch betätigte Trommelbremsen (Handbremse mechanisch). Die Hinterräder sind an gezogenen Längsschwingen geführt, vorn ist die gezogene Schwinge nach Art einer Kurbellenkerachse mit einem Längslenker kombiniert, der den Nachlauf konstant hält.
Gelenkt wird sowohl auf der Straße als auch im Wasser mit den Vorderrädern.
Der Vierzylinder-Reihenmotor stammt vom britischen Triumph Herald 1200. Der Viertaktmotor leistet aus knapp 1,2 Litern Hubraum 38 PS (28 kW). Die Kraft wird über eine Einscheibentrockenkupplung auf das in Fahrtrichtung vor dem Motor platzierte Getriebe übertragen. Es ist ein vollsynchronisiertes Viergang-Spezialgetriebe von Hermes in Wuppertal mit zusätzlichem 3 : 1 übersetzten Wendegetriebe mit nur einem Vorwärts- und Rückwärtsgang (sowie Leerlauf) für den Antrieb von zwei Kunststoffpropellern. Im Wasser schaltet der Fahrer das Straßengetriebe auf Leerlauf und aktiviert mit einem zweiten Schalthebel die Propeller bzw. Schiffsschrauben.
Der Wartungsaufwand für das Amphicar war groß; denn nach jeder Wasserfahrt waren 13 Schmiernippel mit Fett zu versorgen. Dazu musste das Fahrzeug aufgebockt und die Rücksitzbank ausgebaut werden.
Auf der Straße erreichte das Amphicar eine Höchstgeschwindigkeit von ca. 120 km/h, im Wasser bis zu 6,5 Knoten bzw. 12 km/h. Das Amphicar war überraschend seetauglich, auch bei einer Testfahrt bei Windstärke 8 (62–74 km/h) in der Ostsee konnte es nicht zum Kentern gebracht werden.

## Technische Daten
Die folgenden technischen Daten basieren auf Oldtimer Markt 10/2010:

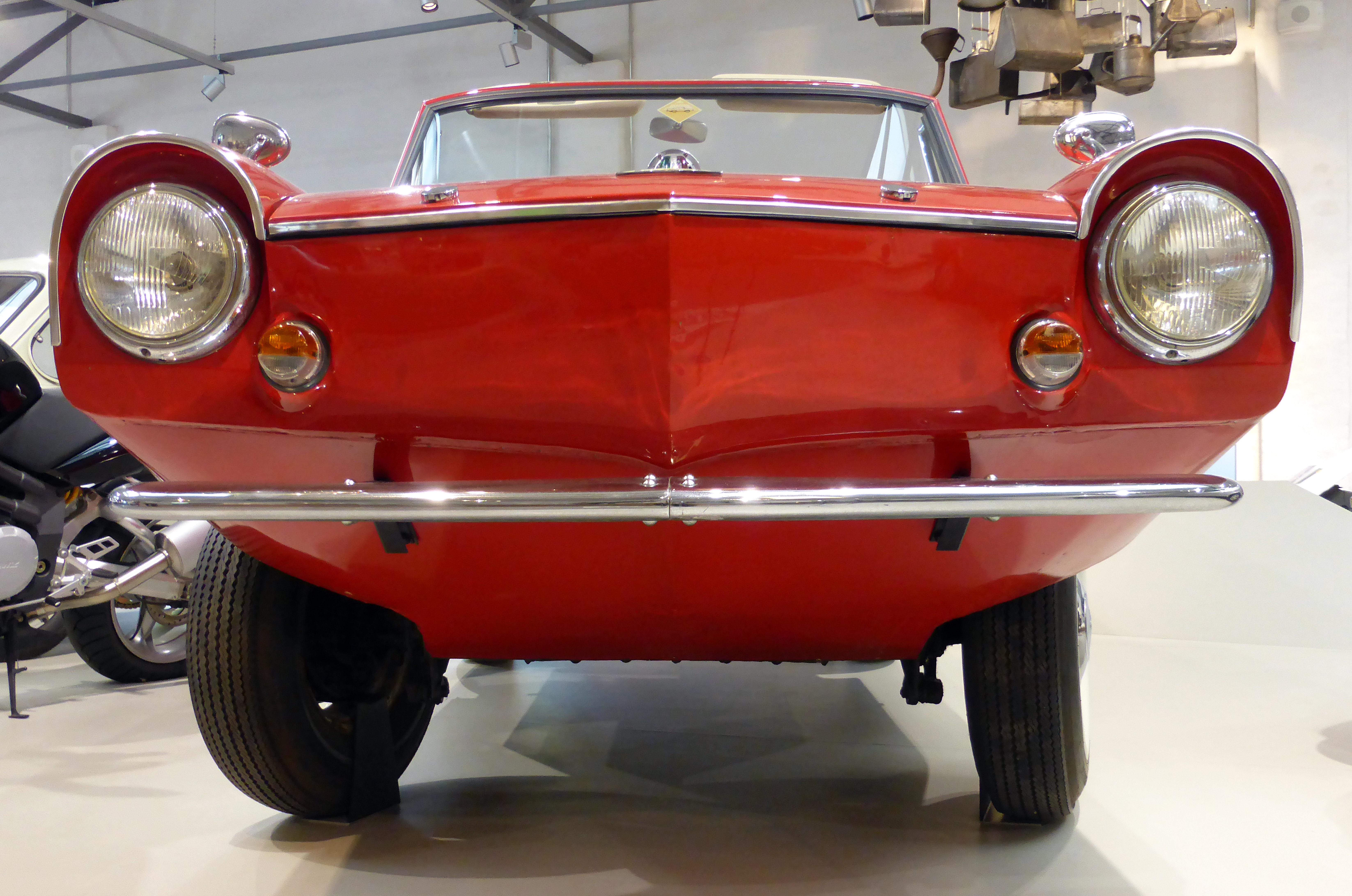
Frontansicht

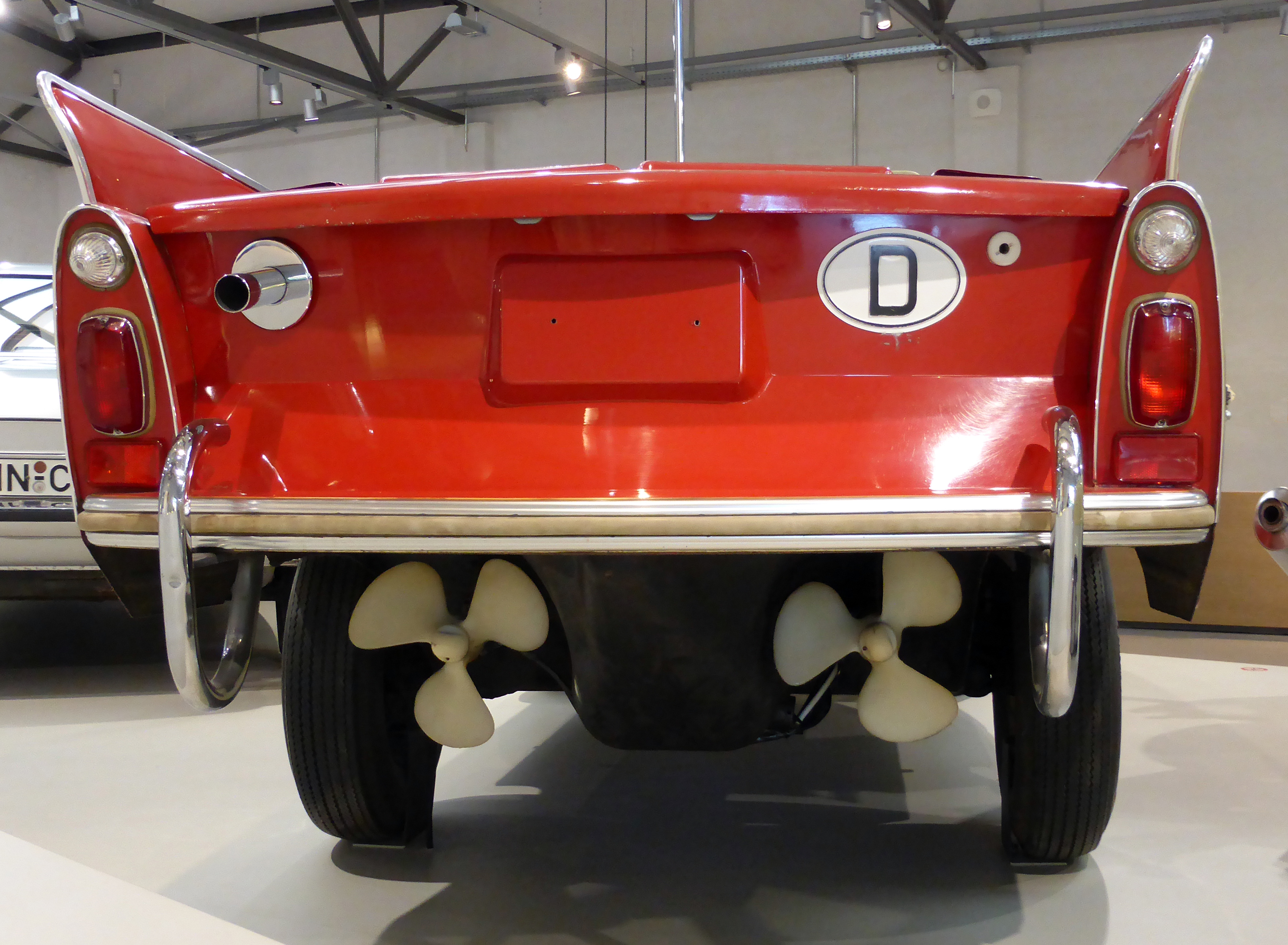
Heckansicht

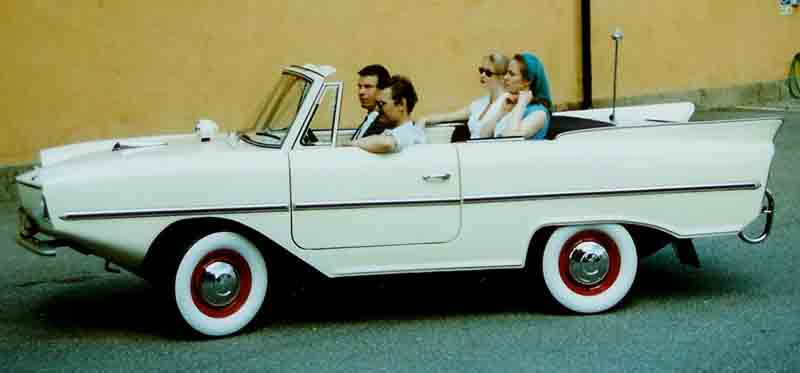
Seitenansicht

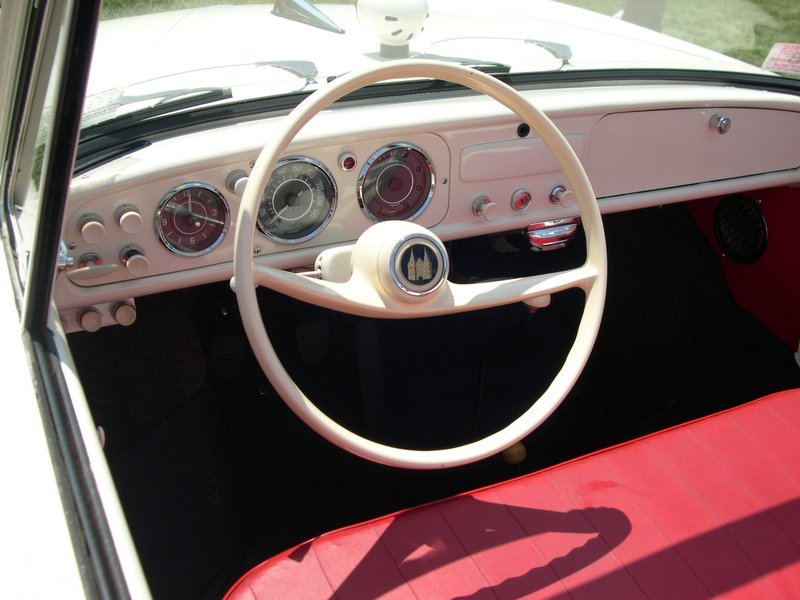
Innenansicht

| Kenngrößen                          | Daten |
| Motor:                              | 4-Zylinder-Viertakt-Reihenmotor (längs hinter der Hinterachse)                                                                                      |
| Hubraum:                            | 1147 cm³ |
| Bohrung × Hub:                      | 69,3 × 76 mm |
| Verdichtung:                        | 1 : 8,0 |
| Leistung:                           | 28 kW (38 PS) bei 4750/min |
| Max. Drehmoment:                    | 80 Nm bei 2500/min |
| Ventilsteuerung:                    | untenliegende Nockenwelle, Stößel, Stoßstangen und Kipphebel                                                                                        |
| Kühlung:                            | Wasserkühlung |
| Getriebe:                           | vollsynchronisiertes Vierganggetriebe (Straße) und Wendegetriebe mit einem Vorwärts- und einem Rückwärtsgang für den Bootsbetrieb; zwei Schalthebel |
| Radaufhängung vorn:                 | gezogene Längsschwingen und Längslenker |
| Radaufhängung hinten:               | gezogene Längsschwingen |
| Federung:                           | Schraubenfedern mit hydraulischen Stoßdämpfern vereinigt                                                                                            |
| Bremsen vorn und hinten:            | hydraulisch betätigte Trommelbremsen, Ø 230 mm (Handbremse mechanisch auf die Hinterräder wirkend)                                                  |
| Karosserie:                         | selbsttragende Ganzstahlkarosserie, durch Rohr-Längsträger verstärkt                                                                                |
| Maße (Länge × Breite × Höhe):       | 4330 × 1565 × 1520 mm |
| Bodenfreiheit:                      | 253 mm |
| Radstand:                           | 2100 mm |
| Spurweite vorn/hinten:              | 1212 mm/1260 mm |
| Reifengröße:                        | 6.40–13 |
| Leergewicht (ohne Fahrer):          | 1050 kg |
| Zulässiges Gesamtgewicht:           | 1350 kg |
| Höchstgeschwindigkeit:              | Straße: 120 km/h – Wasser: 12 km/h (6,5 kn) |
| Kraftstoffverbrauch auf der Straße: | ca. 9 l/100 km |
| Kraftstoffverbrauch auf dem Wasser: | 2,3 l/Stunde bei 5 km/h (2,7 kn), 10 l/Stunde bei 10 km/h (5,4 kn)                                                                                  |

## Museale Präsentation
- Auto- und Technikmuseum Sinsheim
- PS-Speicher in Einbeck
- Autoworld in Brüssel
- Deutsches Technikmuseum in Berlin[3]
- Technoseum in Mannheim[4]

## Fahrerlaubnis
Der Betrieb des Amphicar auf dem Wasser erfordert in Deutschland einen Sportbootführerschein.

## Sonstiges
Am 16. September 1962 gelang vier Engländern in zwei Fahrzeugen, von denen eines später vom anderen geschleppt werden musste, die Durchquerung des Ärmelkanals von Dover nach Calais in 7 Stunden und 20 Minuten.
Die Hamburger Polizei hatte ein Amphicar im Einsatz.
In den 1980er-Jahren wurde für die Sendung Verstehen Sie Spaß? ein Film mit versteckter Kamera produziert, in dem Reinhard Mey zu einem Auftritt „wegen des schönen Wetters“ in einem Amphicar abgeholt wurde. Der Wagen fuhr plötzlich ohne Vorwarnung in einen Fluss. Reinhard Mey aber erschrak nicht, sondern lachte nur – er kannte das Fahrzeug.
In der Folge 10 der 4. Staffel der Sendung Fast N’Loud von 2013 wird ein Amphicar überholt und verkauft. Das Fahrzeug wird gefahren und schwimmt in einem kleinen See.
Auch bei den Gebrauchtwagenprofis von DMAX wird in Staffel 11 Folge 7 ein Amphicar restauriert.
Perfekt restaurierte Fahrzeuge werden mit Preisen bis zu 80.000 US $ gehandelt, allein ein neues Getriebe kostet 15.000 $.

## Galerie

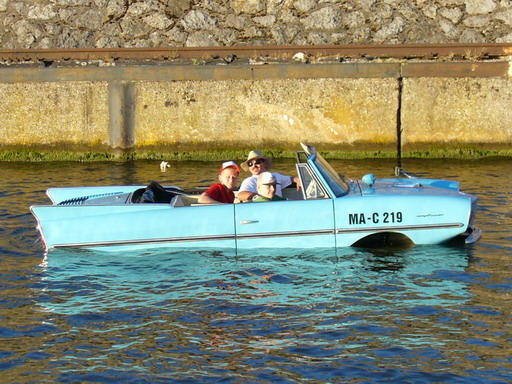
Amphicar im Stuttgarter Hafen
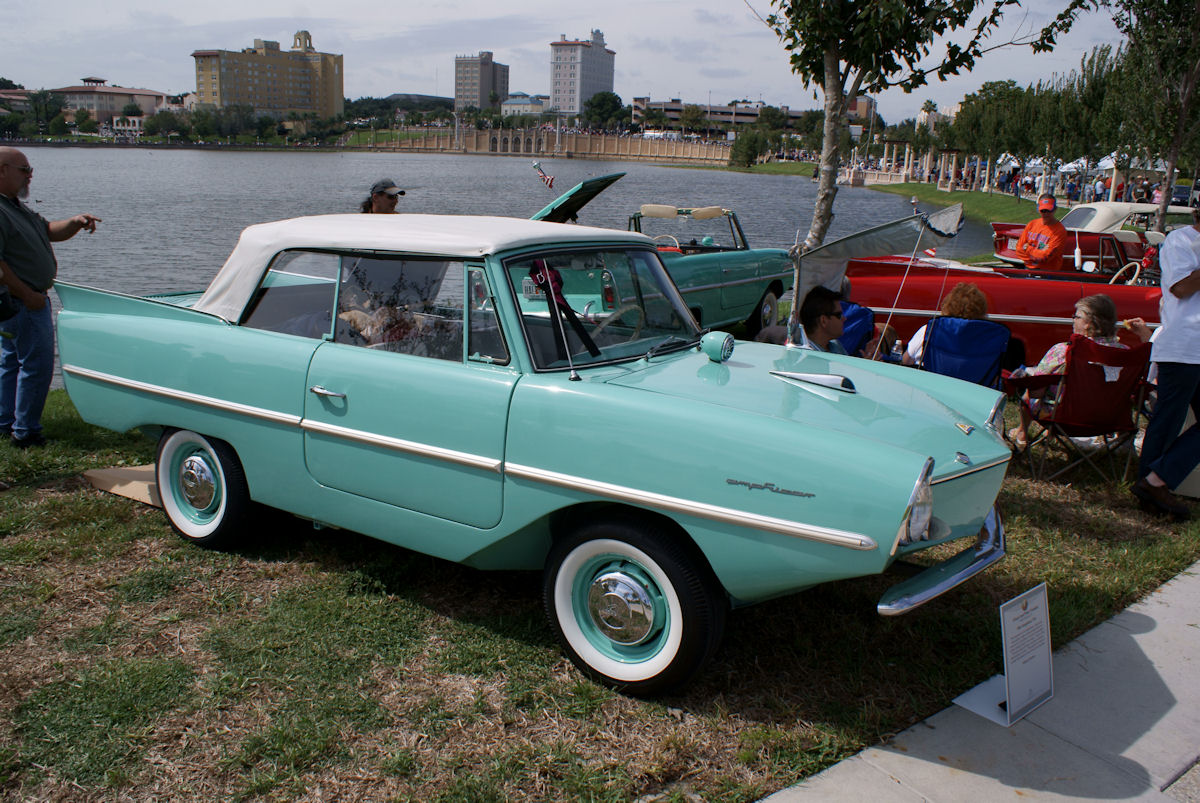
Amphicar mit geschlossenem Verdeck
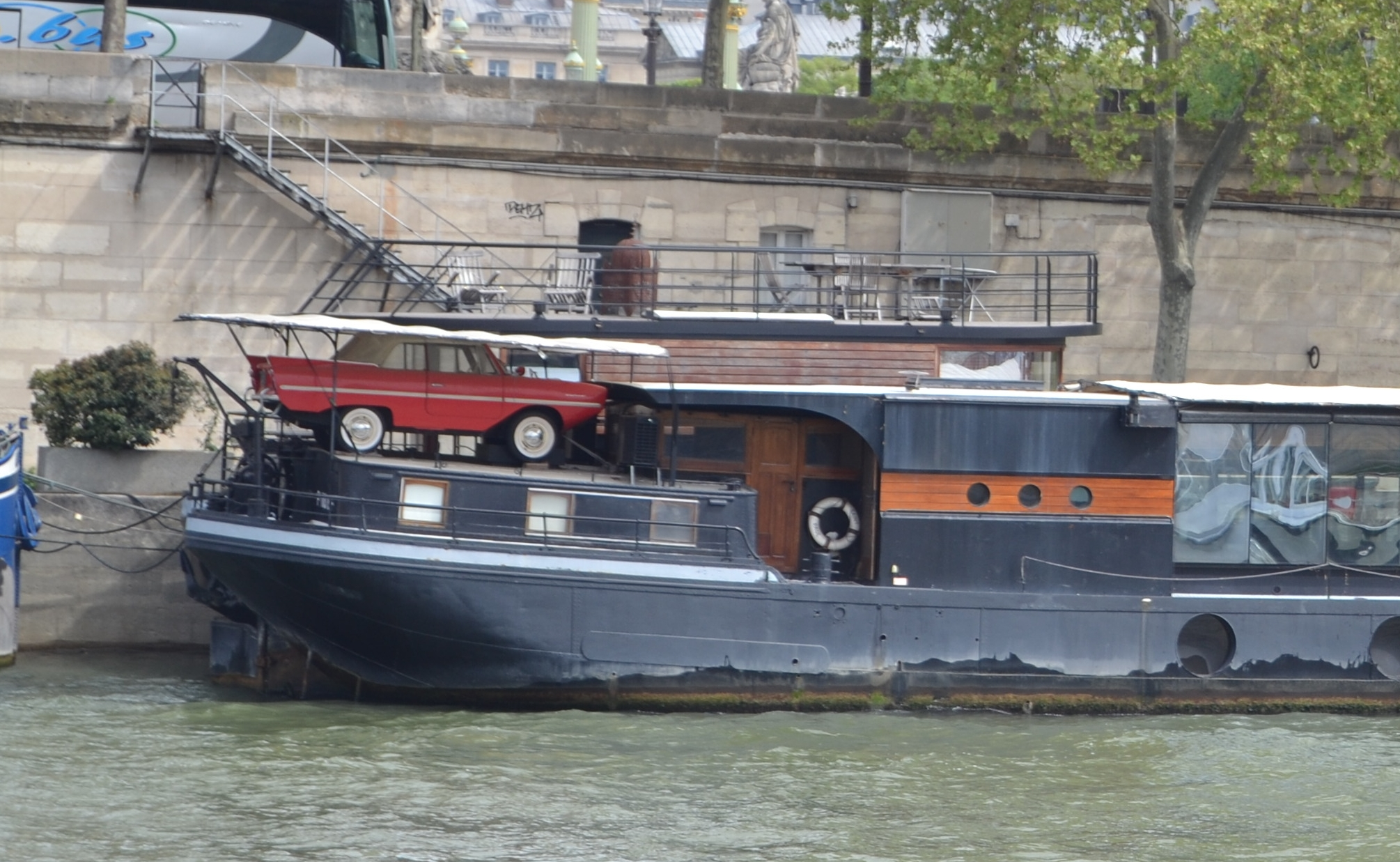
Amphicar auf einem Hausboot auf der Seine
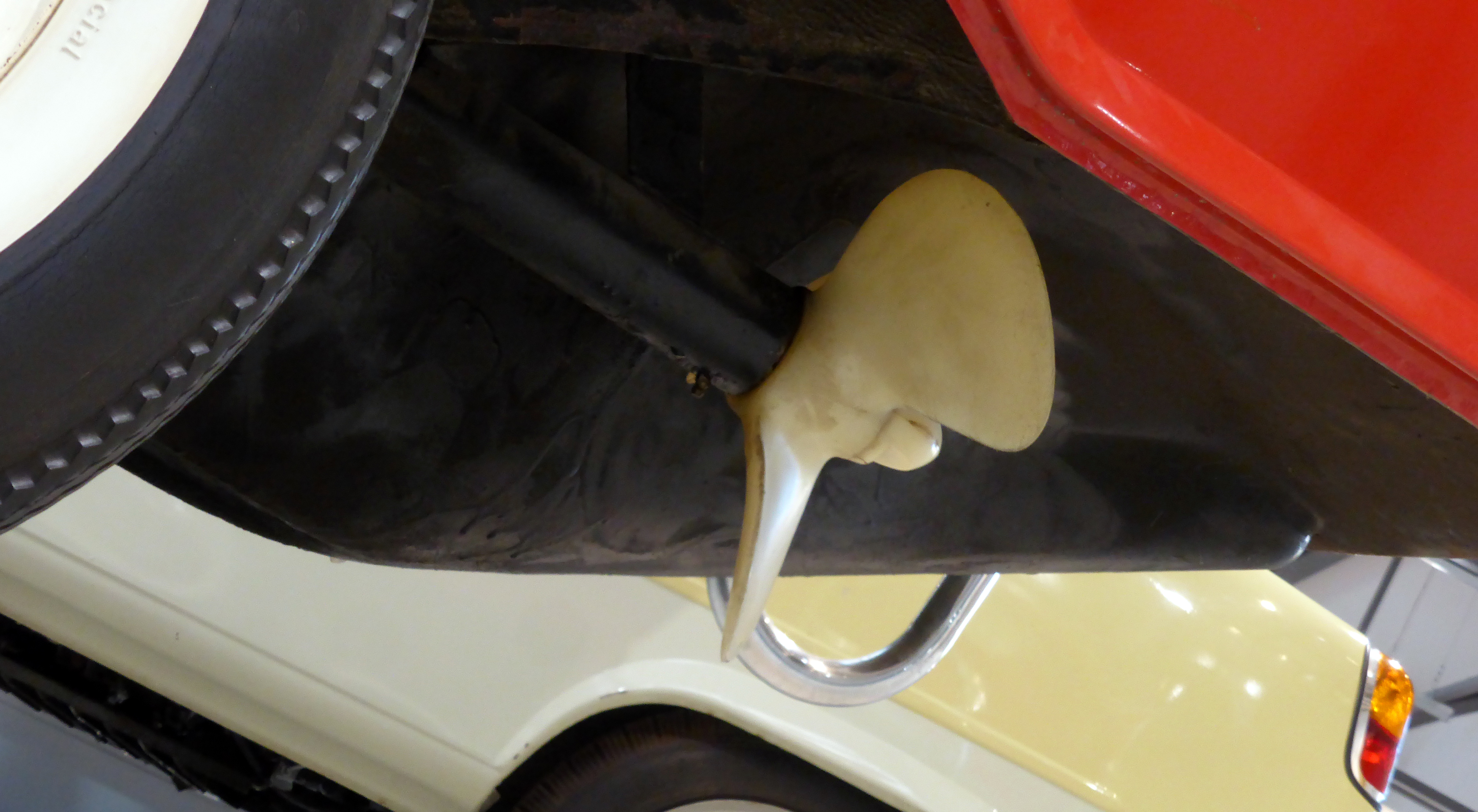
Propeller des Amphicars
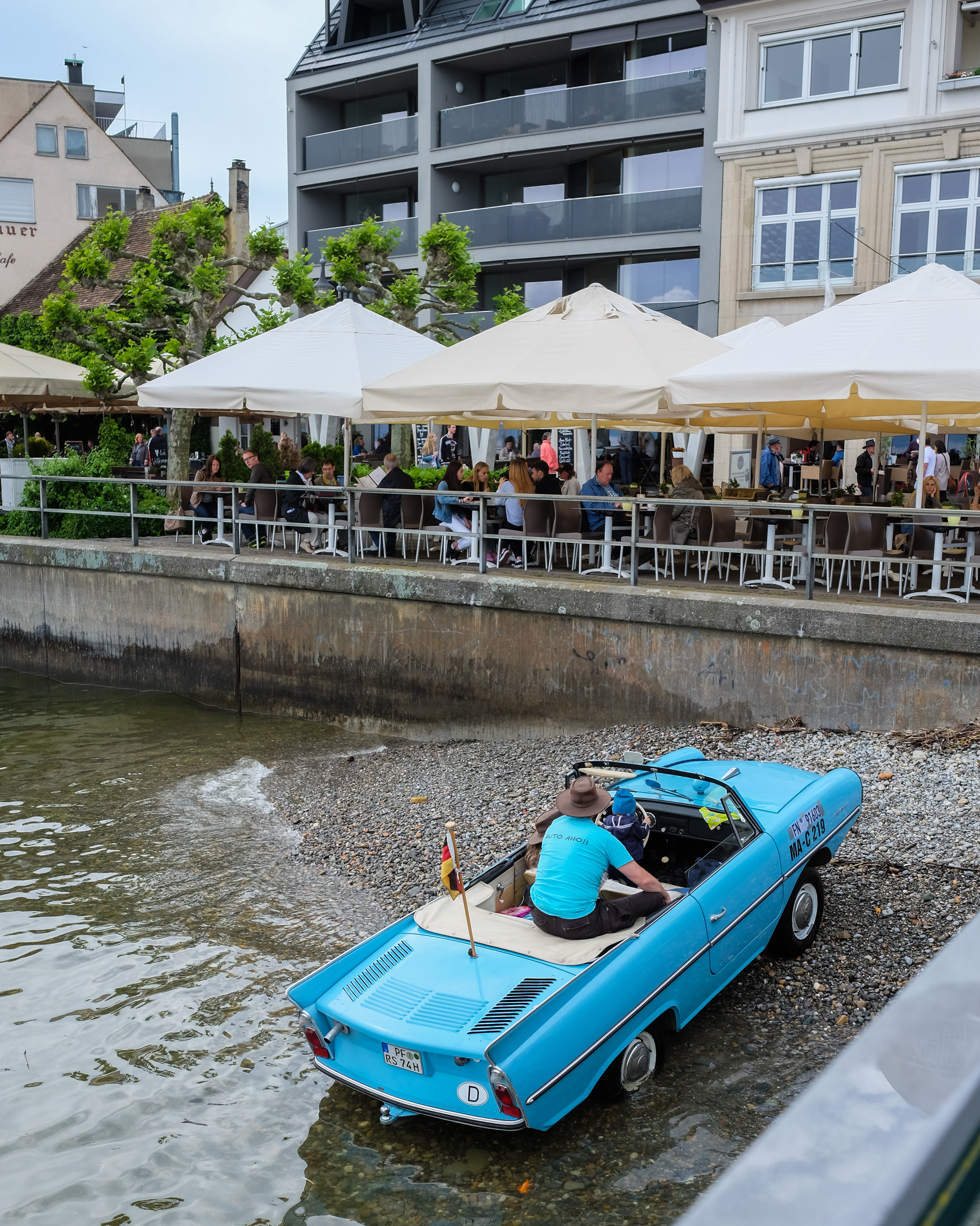
Amphicar am Bodensee, Friedrichshafen